# Bolgár Légierő
A Bolgár Légierő (ВВС, bolgárul: Военновъздушни сили) Bulgária légtérvédelmére fenntartott katonai szervezet, a Bolgár haderő egyik haderőneme. A légierőn kívül a haditengerészet is rendelkezik támadó és szállító helikopterekkel.

## Története
A volt Varsói Szerződés Szovjetunión kívüli tagállamai közül Bulgária volt az egyetlen, amely rendszerbe állította a MiG–25 vadászrepülőgépet. A bolgár légierőben 3 db MiG–25R felderítő változat, valamint ennek egy gyakorló változata, a MiG–25RU állt szolgálatban. A keleti blokk szétesése után az alkatrészellátás megoldatlansága, valamint a magas üzemeltetési költségek miatt 1992-ben kivonták a MiG–25-ös típust, és Bulgária a megmaradt három példányt visszaadta Oroszországnak, hat MiG–23MLD-ért cserébe.

## Szervezete
A légierő állományába tartoznak a repülőerőkön kívül, a honi légvédelem rakéta egységei, és a honi légvédelem rádiótechnikai egységei. A légierő parancsnoka Szimeon Hrisztov Szimeonov.
Harcászati egységek:
- 1 légvédelmi parancsnokság
- 1 harcászatirepülő-parancsnokság
- 1 egy ellátó-kiképző parancsnokság

A repülőcsapatoknál a pilóták átlag repült óraszáma 30–40, ami nem csak, hogy a NATO leggyengébb átlaga, de európai szinten is rossz minőséget mutat.

## Fegyverzete

### Repülőgépek, helikopterek
| Megnevezés                        | Változat                    | Feladatkör                       | Mennyiség                   | Megjegyzés                                         |
| Vadász- és csatarepülőgépek       | Vadász- és csatarepülőgépek | Vadász- és csatarepülőgépek      | Vadász- és csatarepülőgépek | Vadász- és csatarepülőgépek                        |
| --------------------------------- | --------------------------- | -------------------------------- | --------------------------- | -------------------------------------------------- |
| F–16                              | C/D Block 70                | többcélú vadászrepülőgép         | 1 db                        | 16 db megrendelve, egy átadva 2025. február elején |
| MiG–21                            | bis                         | elfogóvadász                     | 18 db                       |                                                    |
| MiG–23                            | M–4                         | vadászrepülőgép                  | 10 db                       |                                                    |
| MiG–29                            | A                           | elfogóvadász                     | 17 db                       |                                                    |
| Szu–25                            | K                           | csatarepülőgép                   | 31 db                       |                                                    |
| Utas és teherszállító repülőgépek |                             |                                  |                             |                                                    |
| C–27J Spartan                     | C–27J                       | taktikai teherszállító repülőgép | 8 db                        |                                                    |
| Pilatus PC–12                     |                             | szállító repülőgép               |                             |                                                    |
| Antonov An–2                      |                             | könnyű szállító repülőgép        | 2 db                        |                                                    |
| Antonov An–26                     |                             | szállító repülőgép               | 6 db                        |                                                    |
| Antonov An–30                     |                             | légifényképező repülőgép         | 1 db                        |                                                    |
| L–410 Turbolet                    | UVP–E                       | szállító repülőgép               | 8 db                        |                                                    |
| Kiképző és gyakorló repülőgépek   |                             |                                  |                             |                                                    |
| Pilatus PC–9                      | M                           | kiképző repülőgép                | 6 db                        |                                                    |
| L–39 Albatros                     | L–39ZA                      | sugárhajtású kiképző repülőgép   | 20 db                       |                                                    |
| MiG–21                            | UM                          | sugárhajtású kiképző repülőgép   | 3 db                        |                                                    |
| MiG–23                            | UM–3K                       | sugárhajtású kiképző repülőgép   | 2 db                        |                                                    |
| MiG–29                            | UB                          | sugárhajtású kiképző repülőgép   | 4 db                        |                                                    |
| Szu–25                            | UBK                         | sugárhajtású kiképző repülőgép   | 4 db                        |                                                    |
| Helikopterek                      |                             |                                  |                             |                                                    |
| Eurocopter AS532 Cougar           | AS 532AL                    | szállító helikopter              | 12 db                       |                                                    |
| Bell 206                          | 206B Jetranger III          | kiképző helikopter               | 6 db                        |                                                    |
| Mil Mi–17                         |                             | szállító helikopter              | 14 db                       |                                                    |
| Mil Mi–17                         | 17PP                        | szállító helikopter              | 4 db                        |                                                    |
| Mil Mi–24                         | D                           | harci helikopter                 | 17 db                       |                                                    |
| Mil Mi–24                         | V                           | harci helikopter                 | 5 db                        |                                                    |

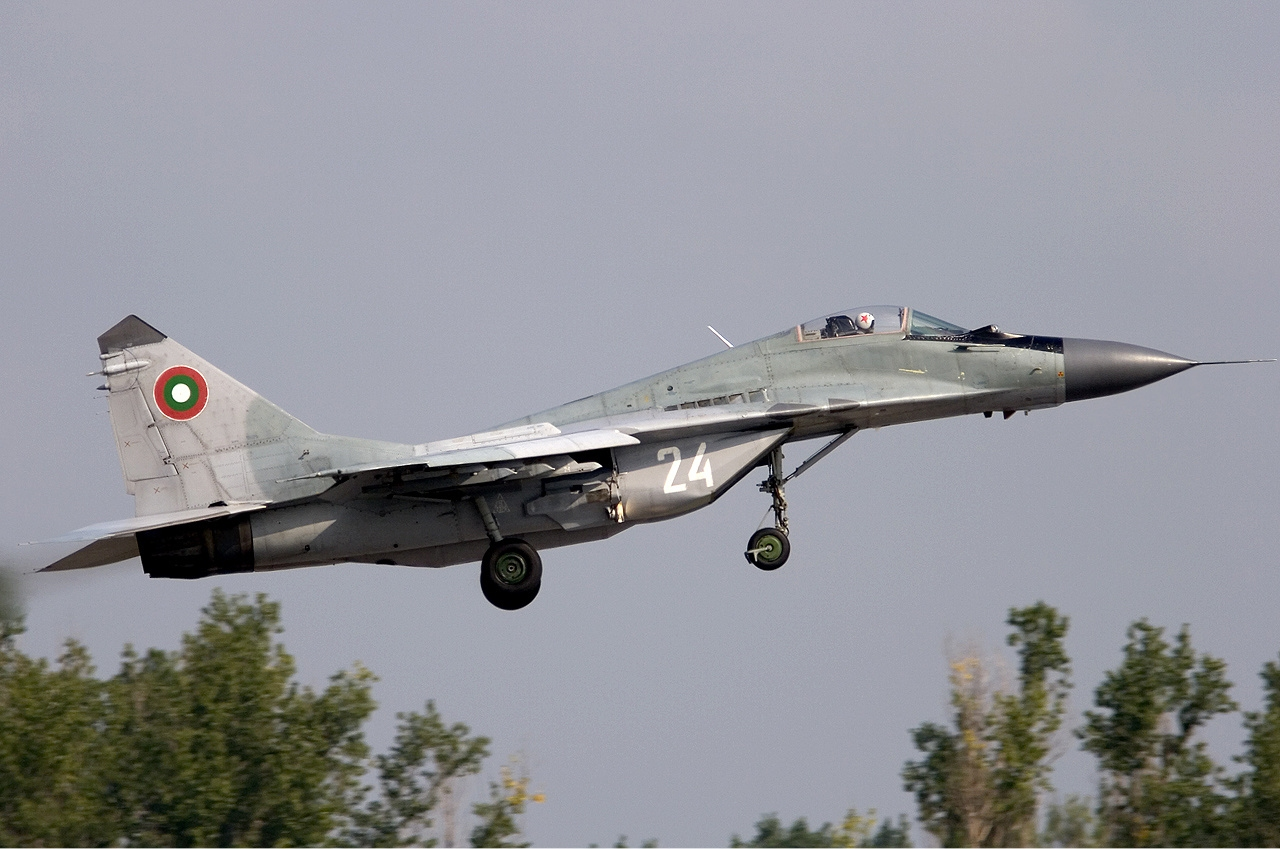
MiG-29A vadászgép a Bolgár Légierő színeiben

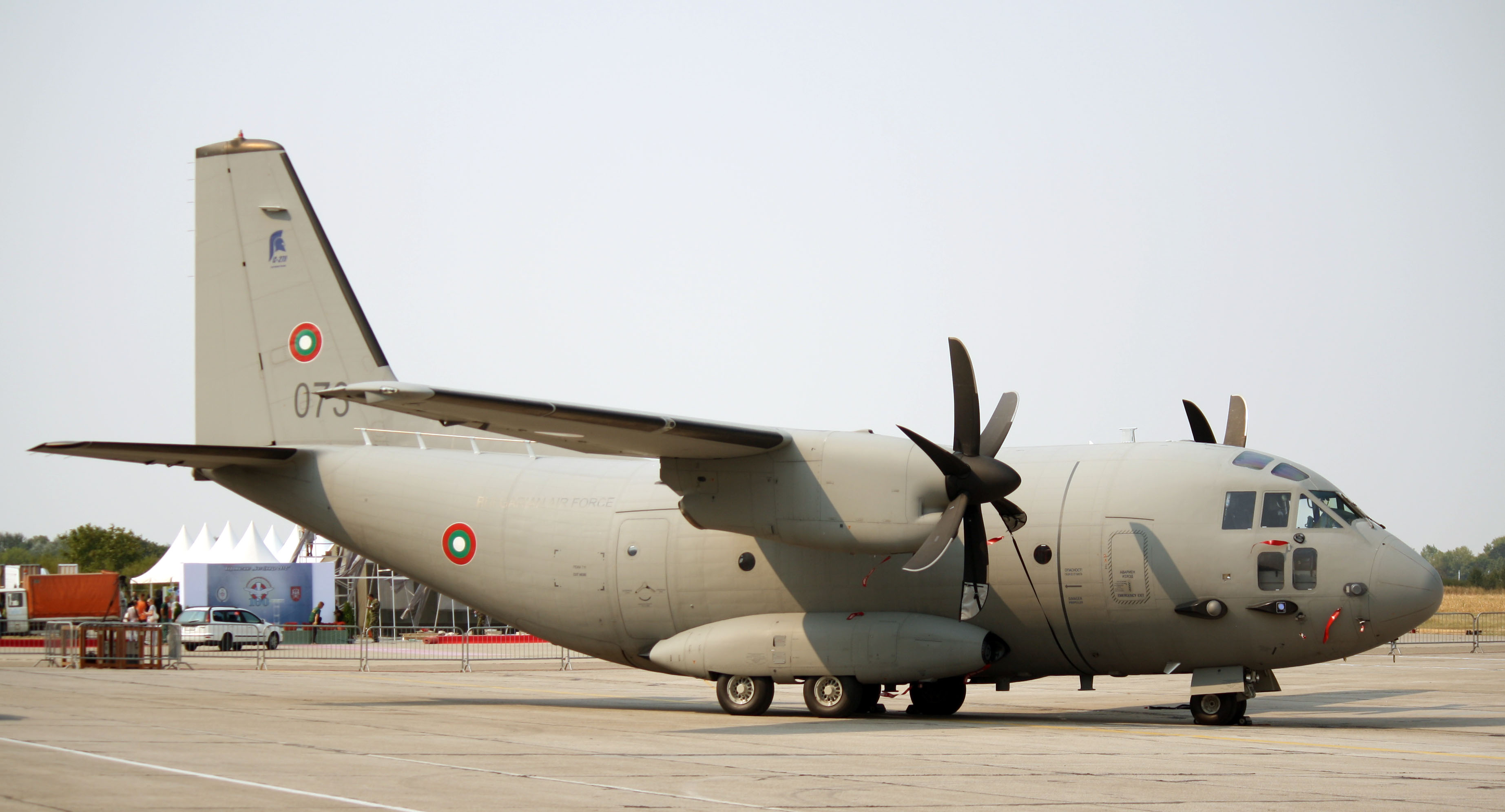
Bolgár C-27J Spartan teherszállító gép

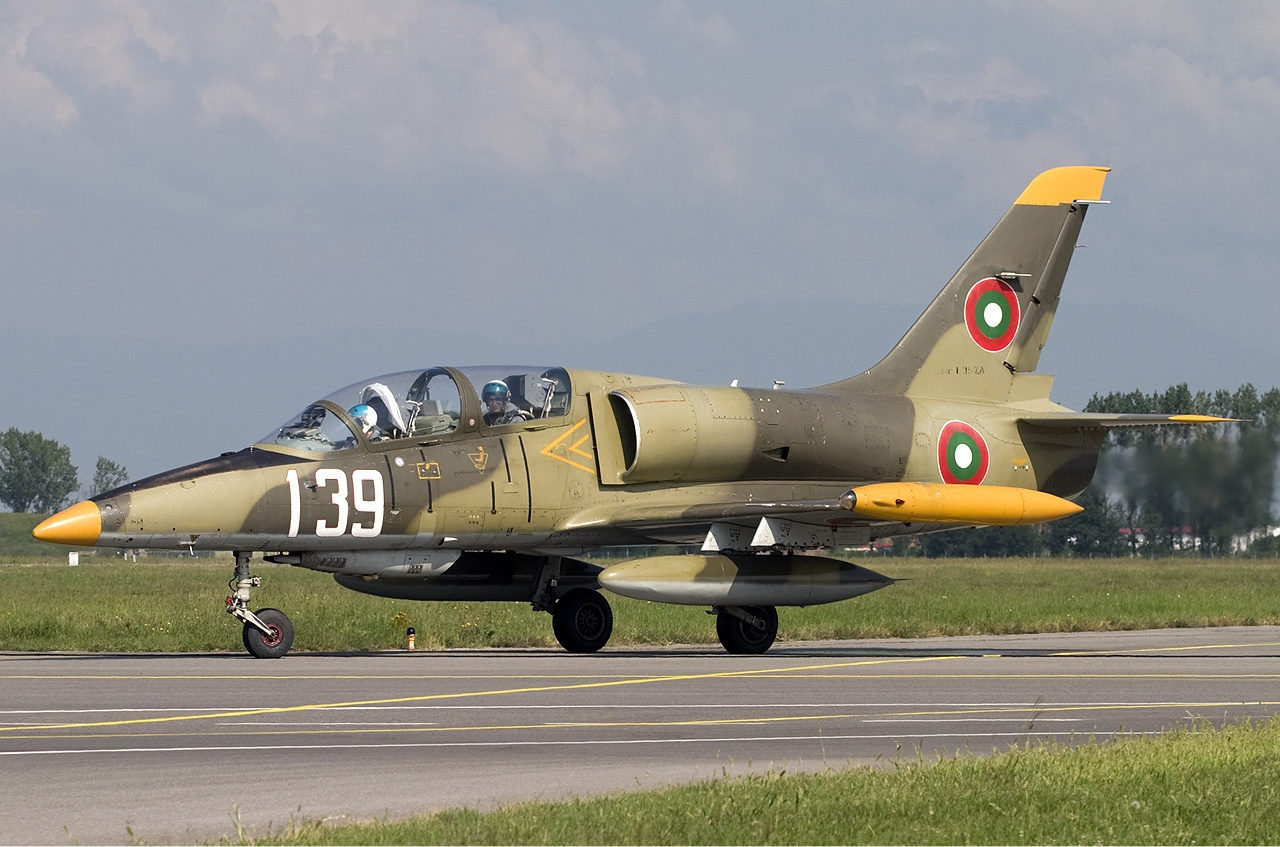
A Bolgár Légierő L-39ZA Albatros kiképzőgépe

Nem ismert, hogy e harci repülőgépekből valójában hány példány repülőképes a Bolgár Légierőben.

### Légvédelmi eszközök
- 20 körleten, mintegy 110 db indítóberendezésen:

| - SZ–75 Dvina (SA–2 Guideline) |
| - SZ–125 Nyeva (SA-3 Goa)      |
| - SZ–200 (SA–5 Gammon)         |
| - 2K12 Kub (SA–6 Gainful)      |
| - SZ–300 PMU1 (SA–10 Grumble)  |

### Hadrendből kivont eszközök
| Származási hely/ Megnevezés | Változat | Feladatkör | Mennyiség | Szolgálatba lépés | Kivonva | Megjegyzés |
| --------------------------- | -------- | ---------- | --------- | ----------------- | ------- | ---------- |
| MiG–23                      | BN       | vadászgép  | 36 db     | 1975              | 2001    |            |
| MiG–23                      | MF       | vadászgép  | 12 db     | 1978              | 2002    |            |
| MiG–23                      | MLA      | vadászgép  | 8 db      | 1983              | 2000    |            |
| MiG–23                      | MLD      | vadászgép  | 23 db     | 1984              | 2002    |            |
| MiG–23                      | UB/UM    | vadászgép  | 15 db     | 1975              | 2002    |            |
| Szu–22                      | M–4      | vadászgép  | 18 db     | 1984              | 2004    |            |
| Szu–22                      | UM3–K    | vadászgép  | 4 db      | 1984              | 2004    |            |